# Guerre des Modocs
Batailles
Guerre des Modocs :
- Lost River
- Stronghold (1re)
- Stronghold (2de)
- Sand Butte
- Dry Lake

La guerre des Modocs est un conflit armé qui s'est déroulé de 1872 à 1873 entre la tribu indigène des Modocs et l'armée des États-Unis dans le sud de l’Oregon et le nord de la Californie. La guerre des Modocs est la dernière des guerres indiennes à s'être déroulée en Californie ou dans l'Oregon. Eadweard Muybridge photographia les débuts de la campagne.

## Contexte
Au début du XIXe siècle, les Modocs occupent une vaste région située le long de la frontière entre les États actuels de l'Oregon et de Californie, allant du mont Shasta au sud à la ville actuelle de Klamath Falls au nord, et jusqu'aux rives du lac Goose à l'est. Proches des Klamaths qui sont leurs voisins du nord, ils mènent une existence semi-nomade, parcourant leurs terres durant l'été pour chasser l'antilope, le cerf, le mouflon et le petit gibier, et se regroupant pour l'hiver dans des villages semi-permanents, principalement situés sur les rives des lacs Tule et Klamath inférieur ainsi que dans la vallée de la Lost River.
Les premiers contacts avec les Européens ont lieu sporadiquement dans les années 1820 avec des explorateurs et trappeurs britanniques de la Compagnie de la Baie d'Hudson mais ce n'est qu'à partir de la fin des années 1840 et la création de la piste Applegate que les Modocs sont réellement confrontés à l'arrivée de migrants sur leurs terres. Cette piste, établie en 1846 comme alternative moins dangereuse à la piste de l'Oregon, permet aux émigrants venus de l'Est d'atteindre la vallée de la Willamette dans le Nord-Ouest de l'Oregon depuis l'Idaho. Les premières années, la piste est peu utilisée car encore peu connue et mis à part quelques vols de chevaux ou de bétail, les migrants qui l'empruntent ont peu de problèmes avec les Modocs. Cependant, la découverte d'or en 1851 à proximité de la ville actuelle d'Yreka dans le Nord de la Californie draine des milliers de prospecteurs dans la région et les attaques de convois par les Modocs deviennent plus fréquentes.

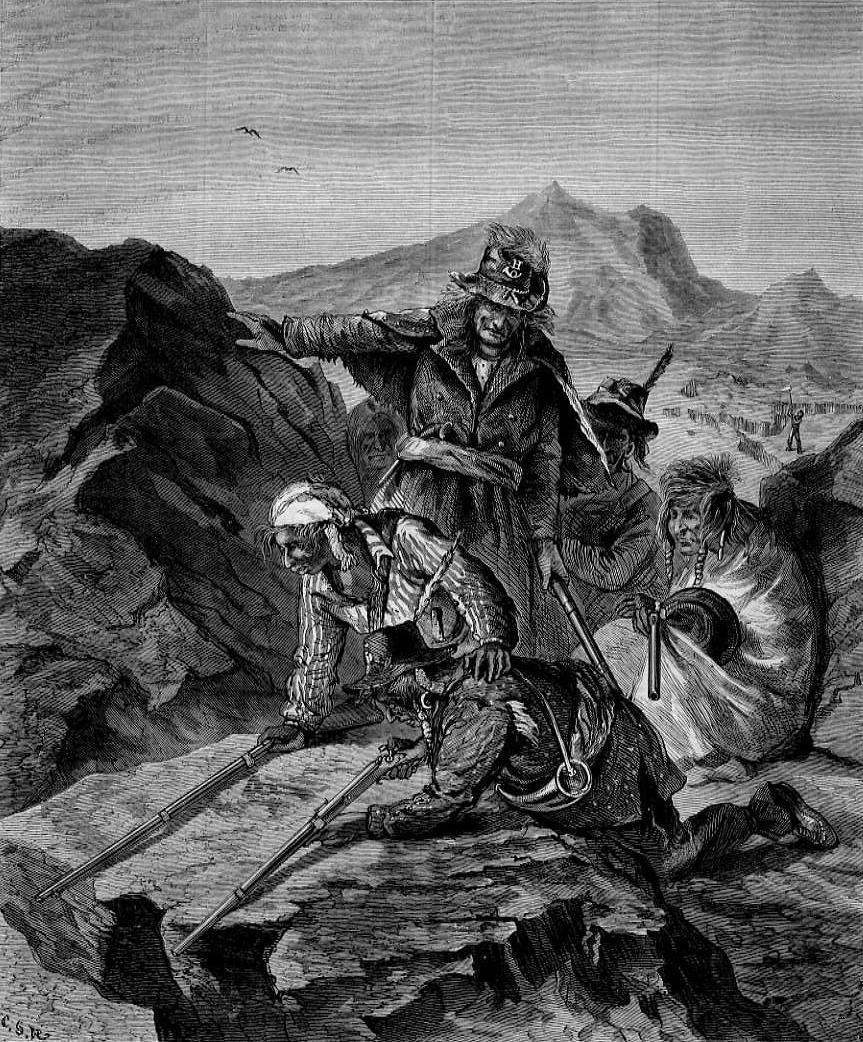
Les Modocs dans leur bastion.